# Giannino Bulzone
Giannino Bulzone (Gaeta, 9 maggio 1911 – Roma, 7 luglio 1987) è stato un maratoneta italiano.

## Biografia
Nato nel 1911 a Gaeta, allora in provincia di Caserta, a 25 anni partecipò ai Giochi olimpici di Berlino 1936, nella maratona, non riuscendo ad arrivare al traguardo.
Nello stesso anno (il 1936) fu campione italiano nella maratona, con il tempo di 2h43'35"2.
Chiuse la carriera nel 1939, a 28 anni.
Morì nel 1987, a 76 anni. È sepolto al Cimitero Flaminio di Roma.

## Palmarès
| Anno | Manifestazione  | Sede    | Evento   | Risultato | Prestazione | Note |
| ---- | --------------- | ------- | -------- | --------- | ----------- | ---- |
| 1936 | Giochi olimpici | Berlino | Maratona | dnf       | dnf         |      |

## Campionati nazionali
- 1 volta campione nazionale assoluto della maratona (1936)

1936
- Oro ai campionati italiani di maratona - 2h43'35"2

1939
- Bronzo ai campionati italiani assoluti di maratonina, 25 km